# 光子内親王
朱宮（緋宮）光子内親王（あけのみや てるこないしんのう、寛永11年7月1日（1634年7月25日） - 享保12年10月6日（1727年11月18日））は、江戸時代前期から中期の皇族。後水尾天皇の第8皇女。林丘寺開基。号は照山元瑶。元瑶内親王、林丘寺宮と表記されることもある。

## 略歴
後に光子内親王となる朱宮は、後水尾天皇と女官櫛笥隆子の皇女として、異母姉明正天皇の御世に生まれる。後西天皇をはじめとした7人の同母兄弟がおり、異母兄弟に明正、後光明、霊元の3天皇を含む23人の大家族であった。
女官を生母として生まれた朱宮は本来であれば、他の多くの女官腹の皇女を同じく、内親王宣下を受けることもなく比丘尼御所で生涯を終えるのが通例であったが、1638年（寛永15年）に父帝の中宮（当時は女院）徳川和子（東福門院）の養女となり、内親王宣下を受け光子内親王の名を賜った。
時期は不明であるが、養母東福門院の薦めにより、4代将軍徳川家綱との縁談が持ち上がったこともあるという。しかし、公家と武家の通婚や養子縁組を良しとしなかった父帝の反対により、この縁談は成立することはなかった。その後、内親王に縁談はなく、生涯を独身で過ごした。
後水尾天皇は多くの女官たちとの間に多数の皇子女をなしたが、東福門院と女官所生の皇子女とは仲が良く、また、母が異なる皇子女同士も非常に良好な関係であった。後水尾院と東福門院をはじめ、兄弟たち、院の兄弟、旧知の公家、女官などとたびたび集まり親交を深めたという。内親王もこれによく参加し、遊びや文芸などを楽しんだ。多くの兄弟姉妹中で、幼い頃から聡明であった内親王は、異母妹である常子内親王とともに父帝より特別に寵愛されたという。なお、仙台藩3代藩主伊達綱宗は母方の従弟である。

## 出家
父帝の後水尾天皇が黄檗宗の庇護に努めたこともあり、内親王も幼少の頃より、高僧の法話に聞き入り仏教への親和を深めていった。1665年（寛文5年）には黄檗宗の龍渓性潜により菩薩式を受け、道号照山、法諱元瑶の号を受ける。
1680年（延宝8年）に後水尾法皇が崩御すると、遺言により内親王は知行300石が与えられた。その2ヵ月後に大覚寺に入寺し、天龍寺の僧天外のもとで剃髪し、嵯峨一灯庵に幽棲した。2年後の1682年（天和2年）には修学院村に林丘寺を建立し、開基となった。父帝の生前、内親王は修学院離宮内に別殿を賜って楽只軒と称しており、この朱宮御所（音羽御所）を寺に改め林丘寺とした。客殿は、養母東福門院の旧御所を移築したものである。
生母櫛笥隆子の亡き後、光子内親王は寺を出ることはなく、経典の読謡や写経をして過ごした。また、捨て子を引き取り養育したという。1707年（宝永4年）に異母弟霊元天皇の皇女亀宮（後の元秀女王）が林丘寺に入ると、普門院と号し隠居した。光子内親王は1727年（享保12年）に94歳の高齢で亡くなった。時の天皇は中御門天皇であり、内親王は6代の天皇の御世を生きたこととなる。

## 文化人としての側面
当代一級の文化人であった後水尾天皇を父に、芸術と文化のパトロンであった東福門院を養母に持ち、寛永文化が花開いた時代に育った内親王もまた、和歌や書、絵画に優れた才能を残した人であった。
特に、絵画は狩野安信と狩野派を学んだ黄檗宗の卓峯道香に手ほどきを受け、多数の作品を残した。自画像と父後水尾天皇の肖像画2点、花鳥図などが残されているが、残された作品の多くは修行の一環としての観音像を描いたものである。千点以上の観音像を描き、3千点という樒葉（しきみば）観音像を創り、檀家や寺社がこれを求めたという。「讃観音大士伽陀集｣」2巻の撰述がある。